# Säinarahu
Säinarahu ist eine estnische Ostseeinsel knapp 1,9 km von der zweitgrößten estnischen Insel Hiiumaa entfernt. Sie gehört zur Landgemeinde Hiiumaa.
Die Insel ist 30 Meter lang und zehn Meter breit.